# Andrea Wagner (Fernsehautorin)
Andrea Wagner (* 8. April 1944; † 18. August 2015), auch Andrea Oberniedermayr oder Andrea Wagner-Oberniedermayr, war eine deutsche Dialogregisseurin, Dialogbuchautorin und Fernsehautorin.

## Karriere
Andrea Wagner begann 1964 ein Volontariat beim Hessischen Rundfunk. In den 60er Jahren begann sie dann bereits ihre Arbeit bei der Münchner Beta-Film GmbH & Co. (später TaurusMediaTechnik). In dieser Funktion reiste sie um die Welt, um für das Unternehmen für eine deutsche Adaptierung geeignete Kinderserien zu finden.
In der Folge bearbeitete sie die eingekauften Serien ab den 70er Jahren auch als Dialogbuchautorin und Dialogregisseurin dann beim Tochterunternehmen der Beta-Film GmbH & Co., der Beta-Technik Gesellschaft für Filmbearbeitung mbH. Insbesondere brach sie dabei mit der langjährigen Praxis bei der Fernsehsynchronisation, erwachsene Schauspielerinnen Kinder sprechen zu lassen.
Bekannt wurde Wagner vor allem durch ihre Adaptionen der 53 kolorierten Tonfilm-Fassungen der Kleinen Strolche (1967), die erstmals zwischen 1997 und 1998 auf ProSieben ausgestrahlt wurden. Daneben adaptierte sie auch die Zeichentrickserie von 1982. Für die Spielfilmreihe steuerte Wagner zudem den deutschen Liedtext bei. Ebenfalls bekannt wurden die von ihr betreuten Synchronfassungen zu den Peanuts-TV-Episoden nach Charles M. Schulz aus den 70er Jahren. Im Rahmen dessen übertrug sie für den Delphin-Verlag 1971 und 1972 zwei Peanuts-Bücher ins Deutsche.
Andrea Wagner war in den 70er Jahren mit dem Leiter der Kinder- und Jugendabteilung des ZDF, Josef Göhlen, liiert. Während der Zusammenarbeit mit ihm schrieb sie den deutschen Liedtext für die Zeichentrickserie Wicki und die starken Männer (1974–1975) und übernahm Dialogbuch und Dialogregie für Heidi (1974).
Seit 1974 war Wagner hauptverantwortliche Drehbuchautorin der deutschen Kinderserie Kli-Kla-Klawitter (1974–1976). Zusammen mit ihrem Lebensgefährten erarbeitete sie die getaktete Kombination aus realen Spiel- und Puppenspielszenen. 1975 erschien Das große Kli-Kla-Klawitter-Buch, das sie schrieb.
Zuletzt war Andrea Wagner mit Dr. Ferdinand Oberniedermayr verheiratet. Sie starb am 18. August 2015 im Alter von 71 Jahren überraschend an Herzversagen.

## Arbeiten als Dialogregisseurin und -autorin
Quelle: Deutsche Synchronkartei

### Filme (Auswahl)
- 1977: Die Brüder Löwenherz (Bröderna Lejonhjärta) – Buch und Regie
- 1980: Anja und die vier Jahreszeiten (Mori wa ikiteiru) – Buch und Regie (BRD-Synchro) [Animation]
- 1982: Goshu, der Cellist (Sero hiki no Goshu) – Buch und Regie [Animation]

### Serien (Auswahl)
- 1974: Heidi (Arupusu no shôjo Haiji) – Buch und Regie [dt. 1977; Animation]
- 1975: Sindbad (Arabian naitsu: Shinbaddo no bôken) – Regie [Animation]
- 1982: Die Kuschelbären – Buch und Regie [Puppentrick]
- 1983: Alice im Wunderland – Buch und Regie [Animation]
- 1983–85: Tao Tao – Tiergeschichten aus aller Welt (Taotao Ehonkan: Sekai Doubutsubanashi) – Buch und Regie [Animation]

## Bibliographie
- Charles M. Schulz: Du bist verliebt, Charlie Brown. Ein Peanuts-Buch (You're in love Charlie Brown), Delphin-Verlag, Stuttgart/Zürich 1971. [Übersetzung]
- Charles M. Schulz: Das war ein kurzer Sommer, Charlie Brown. Ein Peanuts-Buch (It was a short summer Charlie Brown), Delphin-Verlag, Stuttgart/Zürich 1972. [Übersetzung]
- Das große Kli-Kla-Klawitter-Buch, Delphin-Verlag, Stuttgart/Zürich 1975. [Autorin]